# TDK Mediactive
TDK Mediactive Inc., precedentemente Sound Source Interactive Inc. e brevemente Take-Two Licensing Inc. nel periodo finale, era un'azienda statunitense editrice di videogiochi con sede a Westlake Village in California. Fondata col nome di Sound Source Interactive da Vincent Bitetti nel marzo 1990, la società acquisisce la BWT Labs nel marzo 1998. Nel settembre 2000 la società viene acquistata dalla TDK e diventa TDK Mediactive; nel settembre 2003 la società viene nuovamente venduta alla Take-Two Interactive al prezzo di 22 milioni di dollari e, nel dicembre successivo, viene ribattezzata Take-Two Licensing. Nel gennaio del 2005, con la fondazione della nuova sussidiaria della Take-Two Interactive 2K Games, Take-Two Licensing viene incorporata in quest'ultima.
TDK Mediactive Europe, parte di TDK Marketing Europe GmbH, è un'altra filiale della TDK, indipendente da quella statunitense e non acquisita dalla Take-Two. Fu fondata nel 1999 e si occupava anche di DVD musicali, la sede era in Lussemburgo e poi si spostò a Ratingen (Germania) nel 2002. Le sue attività sono note fino al 2005 circa.

## Videogiochi

### TDK Mediactive
- The Land Before Time: Great Valley Racing Adventure (2001)
- Shrek: Fairy Tale Freakdown (2001)
- Wendy: Every Witch Way (2001)
- Casper: Spirit Dimensions (2001)
- Lady Sia (2001)
- No Rules: Get Phat (2001)
- Shrek (2001)
- Rainbow Islands (2001)
- Shrek: Swamp Kart Speedway (2002)
- Dinotopia: The Timestone Pirates (2002)
- Pryzm: Chapter One - The Dark Unicorn (2002)
- Robotech: Battlecry (2002)
- Shrek: Hassle at the Castle (2002)
- Shrek: Treasure Hunt (2002)
- Masters of the Universe: He-Man - Power of Grayskull (2002)
- Robotech: The Macross Saga (2002)
- Shrek Super Party (2002)
- The Land Before Time: Big Water Adventure (2002)
- Ultimate Fighting Championship: Tapout 2 (2003)
- The Muppets: On with the Show (2003)
- Pirati dei Caraibi: La maledizione della prima luna (2003)
- Aquaman: Battle for Atlantis (2003)
- Dinotopia: The Sunstone Odyssey (2003)
- Shrek: Reekin' Havoc (2003)
- La casa dei fantasmi (2003)
- Corvette (2003)
- Jim Henson's Muppets Party Cruise (2003)
- Spy Muppets: License to Croak (2003)
- Tonka Rescue Patrol (2003)

### Take-Two Licensing
- Corvette (2003)
- Star Trek: Shattered Universe (2004)

### TDK Mediactive Europe
- Babe and Friends: Animated Preschool Adventure (1999)
- The Land Before Time: Math Adventure (1999)
- The Land Before Time: Return to the Great Valley (2000)
- Casper: Friends Around the World (2000)
- Elevator Action EX (2000)
- Westlife Fan-O-Mania (2002)
- Darkened Skye (2003)
- Outlaw Volleyball (2003)
- Mercedes-Benz World Racing (2003)
- Outlaw Golf (2003)
- Knights of the Temple: Infernal Crusade (2004)
- Conan (2004)
- Knights of the Temple II (2005)